# 颶風多利安
颶風多利安（英語：Hurricane Dorian，編號：AL052019）是有紀錄以來影響巴哈馬最劇烈的熱帶氣旋，為2019年北大西洋第5個熱帶氣旋、第4個命名的風暴以及第2個颶風，形成於大西洋中部，穿越小安的列斯群島短暫進入加勒比海後，經美屬維爾京群島重返大西洋海域，在接近巴哈馬西北部島嶼後，沿者美國東岸北上，以溫帶風暴狀態通過大西洋加拿大區域，最終在格陵蘭南方海域消散；多利安是自1950年以來風速第二強的大西洋颶風，僅次於1980年的颶風艾倫，颶風的直接影響和間接影響合計造成84人死亡，而巴哈馬的罹難人數很有可能增加。

## 氣象歷史
8月23日國家颶風中心開始監測大西洋中部的熱帶擾動；隔日系統對流增加，發展出封閉環流，國家颶風中心在24日上午11時的一報將其升格為熱帶低氣壓，給予編號05L，6小時後再將其升格為熱帶風暴；環流整理後，強度開始增強，同時向西北偏西移動，8月26日，國家颶風中心估計的中心附近一分鐘平均風速為50節，此時環流較為細小，但8月27日上午經飛機實測發現中心附近風力不如預期，將中心附近一分鐘平均風速下修為45節；之後熱帶風暴中心穿越聖露西亞後進入了加勒比海，使中心附近風場受到些許破壞，進入加勒比海並接近波多黎各時，到了副熱帶高壓的西南端，使其向西北移動，低風切加上高海溫，使多利安強度明顯增強，國家颶風中心在28日下午2時的一報將其升格為颶風，此時正在通過美屬維爾京群島；之後繼續增強，發展出風眼結構，隨後飛機實測觀察出雙眼牆結構，8月29日下午，多利安開始有明顯的增強，發展出較先前更大更密集的雲團，國家颶風中心在8月30日下午2時認定多利安為主要颶風，不久後，衛星雲圖可見清晰的風眼，同時副熱帶高壓增強，使多利安開始向西移動，並繼續增強，國家颶風中心在1日上午8時的一報評定一分鐘平均風速為140節，使多利安成為大西洋的五級颶風，使得連續四個大西洋颶風季都有被國家颶風中心估計風力達五級颶風的熱帶氣旋；上午9時30分飛機實測後評定一分鐘平均風速為150節。
| 最強登陸的大西洋颶風           | 最強登陸的大西洋颶風 | 最強登陸的大西洋颶風 | 最強登陸的大西洋颶風 | 最強登陸的大西洋颶風 | 最強登陸的大西洋颶風 |
| 排名                           | 颶風名               | 年度                 | 風速                 | 風速                 |                      |
| 排名                           | 颶風名               | 年度                 | mph                  | km/h                 |                      |
| ------------------------------ | -------------------- | -------------------- | -------------------- | -------------------- | -------------------- |
| 1                              | 無名                 | 1935                 | 185                  | 295                  |                      |
| 1                              | 多利安               | 2019                 | 185                  | 295                  |                      |
| 3                              | 艾瑪                 | 2017                 | 180                  | 285                  |                      |
| 4                              | 珍妮特               | 1955                 | 175                  | 280                  |                      |
| 4                              | 卡米爾               | 1969                 | 175                  | 280                  |                      |
| 4                              | 安妮塔               | 1977                 | 175                  | 280                  |                      |
| 4                              | 大衛                 | 1979                 | 175                  | 280                  |                      |
| 4                              | 狄恩                 | 2007                 | 175                  | 280                  |                      |
| 9                              | 無名                 | 1924                 | 165                  | 270                  |                      |
| 9                              | 安德鲁               | 1992                 | 165                  | 270                  |                      |
| 9                              | 瑪麗亞               | 2017                 | 165                  | 270                  |                      |
| 來源: HURDAT, AOML/HRD         |                      |                      |                      |                      |                      |
| †此表為登陸時的一分鐘平均風速. |                      |                      |                      |                      |                      |

9月1日下午12時40分多利安以160節的一分鐘平均風速登陸阿巴科群島，同時達到巔峰，在同日約下午10時以相同強度再度登陸大巴哈马島，之後多利安移動速度減緩到每小時1.6公里，在同一個海域太久，導致海水溫度下降，使其開始減弱，國家颶風中心在2日上午11時的一報認為多利安失去五級颶風強度，五級颶風強度持續了27小時，之後繼續減弱，外圍的對流開始支離破碎，在30小時期間多利安只移動的63公里，是1950年以來第二慢的颶風，只有1965年的颶風貝西比多利安慢，之後轉向北移動，國家颶風中心在3日上午11時認為多利安失去主要颶風強度；隨後多利安短暫重回有利於發展的海域，中心附近的對流得到加強，國家颶風中心在4日下午11時的一報認為多利安重回主要颶風強度，隨後轉向東北加速移動，所經海域垂直風切增加，使其強度開始減弱，第二次主要颶風強度僅維持半天，國家颶風中心在5日上午11時的一報認為多利安再度失去主要颶風強度，隔日上午颶風中心通過外灘群島哈特拉斯角，進入開放海域後逐漸變性，到了7日下午5時國家颶風中心認為多利安轉化為溫帶風暴，儘管多利安已經不是熱帶氣旋，但對加拿大大西洋省份造成影響，國家颶風中心仍然持續發報，在下午7時5分進入新斯科舍省的陸地，在穿越紐芬蘭與拉布拉多省的陸地後，國家颶風中心在8日下午11時發出最後一報，國家颶風中心對多利安發報的總報數為64報，之後系統移到格陵蘭南方時消散。

## 防災措施
在8月25日上午國家颶風中心開始對小安的列斯群島的島嶼發出熱帶氣旋警告；在巴巴多斯，8月27日上午已經無油可加，當地居民搶購防災用品，導致一些商店的貨架被清空；在兩年前颶風重災區之一的波多黎各，由於先前預測的路徑會通過，導致當地高度戒備，8月27日當地總督瓦茲蓋斯宣布進入緊急狀態，提供了360所避難所，聯邦急難管理局派了3500人到波多黎各防災，路易斯·穆尼奥斯·马林国际机场有數十個航班被取消，當地有一位80歲男子在防災時，不慎摔下階梯而死亡；在美屬維爾京群島，由於先前多利安的路徑預報不會影響，路徑偏北時當地居民沒有太多時間作防災準備。
在巴哈马，當地政府稱阿巴科群岛有2000至3000名居民需要撤離，8月30日時，當地的加油站和雜貨店出現排隊情況，商店裡的貨物被清空，隨後該國西北部普遍被列入颶風警告範圍，當地政府部門撤離低窪地區的居民，開放數個學校和教堂做為避難所。
在美國本土，佛羅里達州州長罗恩·德桑蒂斯在8月28日宣布進入緊急狀態，並鼓勵居民儲備防災用品，因此導致商店的貨架被清空，該國總統唐納·川普取消訪問波兰的行程，加油站出現排隊情況，由於原先預測登陸佛罗里达州，在30日人們普遍認為多利安將是安德魯之後影響該州最大的颶風，當地勞動節的三天假期受到影響，許多原本有訂房的旅客選擇退房，當地政府準備了81萬9000加仑的水和180萬份緊急餐點，美國海軍南方指揮部下令數艘軍艦出港避風，以降低風災可能的損失，美国国家航空航天局擔心颶風損毀火箭發射器，將其移入室內，有2000名服役人員參與聯邦的防風計畫，該州政府擔心风暴潮的危害，將沿海9個郡的居民撤離；北方的喬治亞州州長布賴恩·波特坎普也宣布進入了緊急狀態，由於預報路徑向東修正為沿海北上，使得南卡罗来纳州與北卡罗来纳州進入了緊急狀態；9月1日下午5時，美國本土東南沿海部分地區開始列入颶風警告範圍，奥兰多墨尔本国际机场與劳德代尔堡-好莱坞国际机场在9月2日中午以後停止商業航班起降，美國本土已有770個航班被取消，東南沿海的四個州合計超過100萬人撤離，隨者多利安北轉，弗吉尼亚州也進入了緊急狀態，在北卡罗来纳州，學校和政府部門關閉，直到部門通知，；美國本土人民響應風災應變，有居民怕汽車被颶風吹走，將汽車停在自家客廳，但也有人在風災應變中發生意外而死亡。
在加拿大，加拿大颶風中心在6日下午2時開始發出颶風警告，使商家關門躲避颶風，賣場外面出現排隊人潮，導致貨架被清空；哈利法克斯市政府官員呼籲海岸線的居民撤離。

## 影響
| 地區     | 地區       | 直接造成 罹難人數 | 防災時 意外死亡 | 損失 (2019年美元) | 來源          |
| -------- | ---------- | ----------------- | --------------- | ----------------- | ------------- |
| 向风群岛 | 向风群岛   | 0                 | 0               | 未知              |               |
| 背風群島 | 背風群島   | 0                 | 0               | 未知              |               |
| 巴哈马   | 巴哈马     | ≥73               | 1               | $70億             | [ 63 ] [ 64 ] |
| 美國領土 | 波多黎各   | 0                 | 1               | 未知              | [ 65 ]        |
| 美國領土 | 佛羅里達   | 0                 | 6               | 未知              | [ 66 ]        |
| 美國領土 | 喬治亞     | 0                 | 0               | $3500萬           | [ 67 ]        |
| 美國領土 | 南卡羅萊納 | 0                 | 0               | 未知              |               |
| 美國領土 | 北卡羅萊納 | 0                 | 3               | 未知              | [ 68 ]        |
| 加拿大   | 加拿大     | 0                 | 0               | 未知              |               |
| 統計:    | 統計:      | ≥73               | 11              | ≥$70.4億          |               |

### 加勒比海島嶼群
風暴通過小安的列斯群岛時，接近風暴範圍的測站普遍測得0.5至1.5英寸的雨量，在馬提尼克島更測得4.1英寸的雨量，強風使巴巴多斯和聖盧西亞許多電線杆和樹木倒塌；之後風暴通過波多黎各東方的美屬維爾京群島，圣胡安整個區域普遍強風，在美屬維爾京群島降雨量普遍4至6英寸，最多多達10英寸，颶風通過聖托馬斯島時，當地一個氣象站測得每小時111英里的陣風。

### 巴哈馬

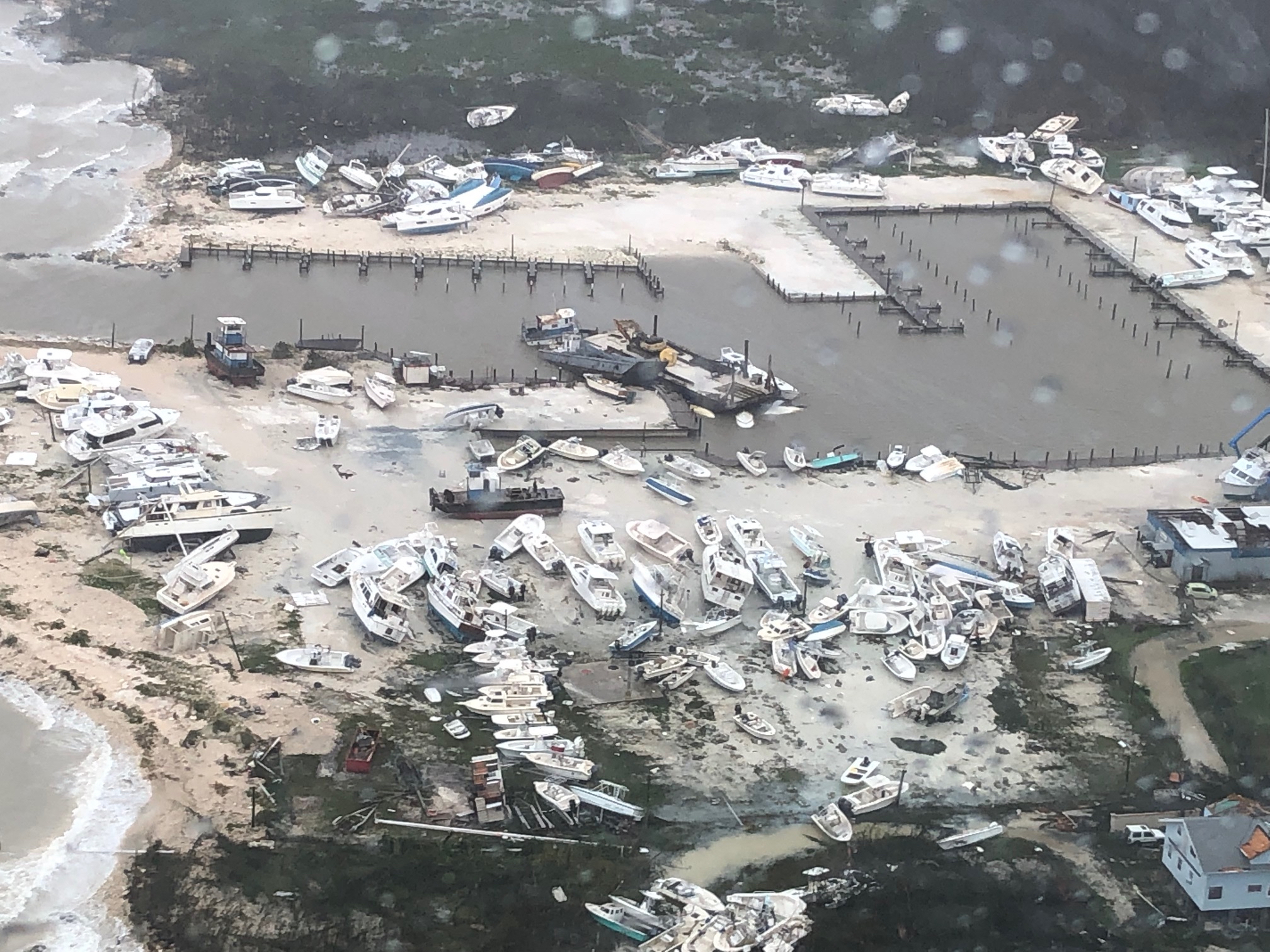
大量船隻擱淺於港口陸地

在巴哈马，多利安以160節的強度登陸，成為1935年以來最強登陸的大西洋颶風，颶風使部分學校、教堂與避難所停電，強風使船隻和汽車被吹翻，樹木和電線杆被吹倒，有飯店的屋頂被吹掀，引發5.4至7公尺高的暴潮，並降下30英寸的大雨，導致沿海被淹，有些房屋連屋頂都被淹沒；全國已有13000棟房屋受損，受到颶風眼壁影響的島嶼，有百分之九十五的房屋受到影響，淹水逼得屋主爬上屋頂避免被淹死，從空拍圖可知漂流木隨處可見，在風暴中造成21人受傷，巴哈馬至少有73人直接罹難和一人防災不慎意外死亡，由於仍有245人下落不明，罹難人數可能會更多，緊急逃脫的居民目擊災區一大多漂浮的屍體，由於災區附近的機場跑道淹水，使得災後復原變得困難，當地國際機場受到嚴重損壞，當地总理休伯特·明尼斯表示是該國歷史性的災難，由於災情慘重，重建成為巴哈馬政府的難題。

### 美國本土
在美國本土，颶風影響前，石油與柳橙汁的期貨受颶風影響的預期心理影響，導致價格上漲；颶風影響時，佛罗里达州與佐治亚州有樹木被吹斷，颶風導致豪雨和潮汐使沿海地區被淹，其中包含查尔斯顿，由於當地也停電，使居民必須摸黑划橡皮艇；颶風也引發龍捲風，導致有拖車被摧毀、以及一些房屋損毀；颶風也造成35萬戶停電，奥克拉科克島受風暴潮影響嚴重，估計有上800位受困，水淹進房屋，許多居民逃到屋頂避難，其淹水高度連用支架架高的房屋也未能躲避，聯外道路也受到損壞，只能仰賴飛機和船隻。

### 加拿大

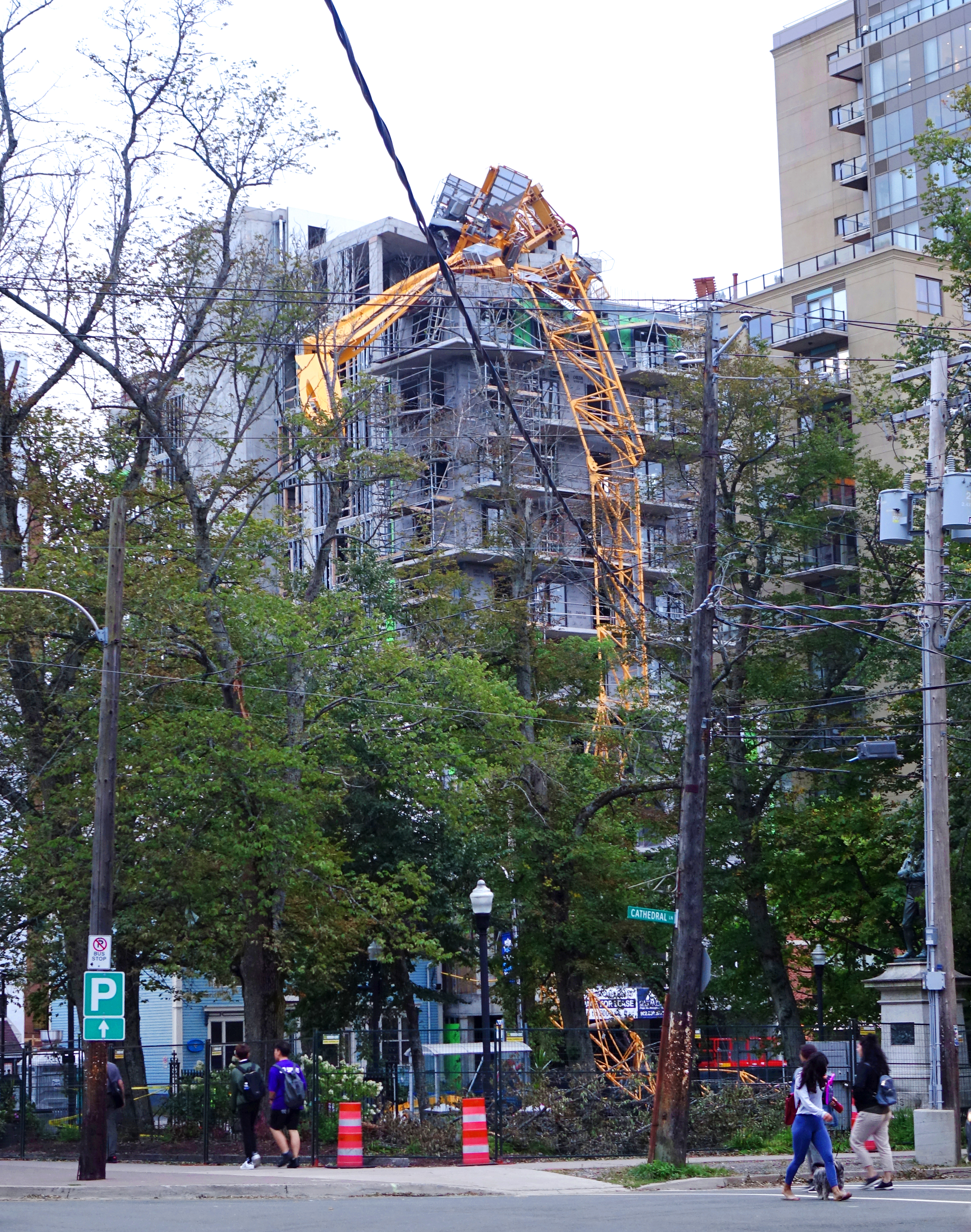
在哈利法克斯被吹翻的起重機

在加拿大，東南沿海也受到影響，儘管登陸前轉化為溫帶風暴，但仍然維持颶風強度，在哈利法克斯有起重机被強風吹倒，該市南端有公寓大樓的屋頂被強風吹掀，二級颶風強度的溫帶風暴登陸，導致45萬戶停電，7日在新斯科舍省普遍降下100毫米的雨量，沿海地區發生海水倒灌導致淹水，在45萬戶停電中，數十萬戶需要等待數日才能恢復通電，新斯科舍省有百分之八十的房屋停電，是當地最大規模的停電，而愛德華王子島省也有百分之七十五的房屋停電；由於破壞嚴重，導致新斯科舍省教育部門宣布停課一天。

## 災後復原
巴哈馬受災嚴重，世界各地響應國際救援，美國海岸防衛隊派出60架直升機協助搜救，而加拿大一家慈善機構派7人前往當地救援，並提供1000個淨水裝置；風暴離開後，巴哈馬展開大規模搜救行動，英國皇家海軍也加入國際救援的行列，皇家加勒比海遊輪公司的一艘油輪準備的一萬份食物送往巴哈馬災區；多名美國職業籃球聯盟人士主動捐助給巴哈馬受災地，包括迈克尔·乔丹捐助100萬美元，故鄉在巴哈馬的巴迪·希尔德也捐出10萬美元；災難發生後，聯合國的中央应急基金立即提撥100萬美金的援助金，該機構也有許多組織在巴哈馬協助災後復原，包括世界粮食计划署、联合国儿童基金会、世界卫生组织；在加拿大，有700餘名加拿大軍人在東南沿海協助善後，包括道路清理、疏散被淹區域的居民及恢復供電。

## 爭議
9月1日，唐納·川普发推称包括亚拉巴马州在内的许多州「的受灾将最有可能被比预想严重（得多）。」此时，没有气象预报预测多利安将影响阿拉巴马，且过去24小时间的8则國家颶風中心(NHC)预报更新指出多利安将远离阿拉巴马并沿大西洋岸北上。国家飓风中心的预报信息中从未显示过阿拉巴马州有显著概率受飓风影响。 位于阿拉巴马州伯明翰的国家气象局 (NWS) 分局随即辟谣称阿拉巴马「将不会遭受多利安的任何影响」。在接下来的数日中，特朗普反复坚称自己的说法是正确的。9月4日，特朗普在椭圆形办公室展示了一幅篡改过的国家飓风中心29日的多利安预测路径图，图上黑色马克笔的笔迹将飓风可能路径的不确定性圆锥延伸到了阿拉巴马。篡改政府官方天气预报在美国是违法的。 還有，取消波兰的行程後前往打高爾夫球、以及宣稱未曾聽過五級颶風也是該國總統的爭議事件；另外，美利堅合眾國政府擔心中华人民共和国政府援助巴哈馬，影響該國在西半球的影響力；巴哈馬國總理承諾會提供更多免費的交通，但由於屍體太多，該國阿巴科群島人民卻需要離開，批評了巴哈馬國政府。

## 除名
世界氣象組織原定於2020年4月召開的大會中討論2019年風暴的除名名單，但因瘟疫的擴散導致當年的大會被取消；不過巨大的災害使多利安仍在隔年的大會中遭到除名，2025年起由德克斯特取代。